# Tunomíle
Tunomíle je jednotka pro vyjádření fyzického objemu přepravních výkonů. Je součinem přepravovaného množství a přepravní vzdálenosti. Poprvé byla zavedena v USA v železniční společnosti Lousville & Nashville jejím generálním superintendentem a viceprezidentem Albertem Finkem. Jeho cílem bylo sledování nákladů na jednu tunomíli, které sloužilo jako kritérium hodnocení výkonnosti jednotlivých provozů. 

V současnosti se pro vyjádření přepravního výkonu používá obdobná jednotka – tunový kilometr (tunokilometr – tkm)